# Åke Lindström
Karl Åke Hartvig Lindström (født 22. juni 1928 i Söderhamn, død 26. december 2002 i Stockholm) var en svensk skuespiller og instruktør. Han filmdebuterede i 1950 og nåede at medvirke i over 55 filmproduktioner.
Lindström er særligt kendt for sin medvirken i tv-serien Hedeborna, hvor han spillede rollen som Major Eberman. Han spillede i sin karriere også på teatre som Uppsala stadsteater, Malmö stadsteater, Göteborgs stadsteater, Oscarsteatern og Stockholms stadsteater.

## Udvalgt filmografi
- Barabbas (1953)
- Den blodrøde blomst (1956, ukrediteret)
- Op med moralen (1958)
- Min søster, min elskede (1966)
- Kærlighed 1-1000 (1967)
- Badarna (1968)
- Stuegang (1968)
- Berøringen (1971, ukrediteret)
- Pistolen (1973)
- Det sidste eventyr (1974)
- Drengen med guldbukserne (tv-serie, 1975)
- Jack (1977)
- Blomstrende tider (1980)
- Manden der blev millionær (1980)
- Sinkadus (tv-serie, 1980)
- Hedebyborna (tv-serie, 1982)
- Du (1987)
- Varuhuset (tv-serie, 1988)
- Sunes jul (julekalender, 1991)